# Deori jezik
Deori jezik (ISO 639-3: der; chutiya, dari, deuri, dewri, drori), jedan od 9 bodoskih jezika kojim govori oko 26 900 ljudi (2000) od 50 000 pripadnika etničke grupe Deori, jedne od 4 Chutiya podgupa, ali sebe ne smatraju Chutiyama. Preko bodo jezika pripada široj skupini bodo-garo, tibetsko-burmanski jezici.
Deori se govori na području države Assam u Indiji u distriktima Lakhimpur, Demaji, Tinsukia i Jorhat. Piše se bengalskim pismom. Bilingualsnost na asamskom

## Vanjske poveznice
- Ethnologue (14th)
- Ethnologue (15th)